# Protocrangonyx fontinalis
Protocrangonyx fontinalis is een vlokreeftensoort uit de familie van de Paramelitidae. De wetenschappelijke naam van de soort is voor het eerst geldig gepubliceerd in 1926 door Nicholls.